# La Unión de Formosa (vóley)
La Unión de Formosa es una institución deportiva situado en la ciudad de Formosa, Provincia de Formosa. Entre sus disciplinas profesionales se destacan el básquetbol y el vóleibol en donde el club poseía equipos en las máximas categorías nacionales, la Liga Nacional de Básquetbol y la Serie A1 de vóley.
En vóley su máximo logro es la obtención de la Copa ACLAV 2011.
En julio de 2016 dejó su plaza en la máxima categoría tras nueve años en ella.

## Historia
La Unión fue fundado el 5 de agosto de 2004 por iniciativa de Mario Romay, un reconocido baloncestista formoseño. A mediados de 2004 Mario Romay le comunica a Gildo Insfrán, quien por aquel entonces era el gobernador de la provincia, su propuesta de poner un equipo formoseño en la máxima categoría del básquetbol argentino.
La idea era comprar la plaza del Torneo Nacional de Ascenso que el Club La Unión de Colón, Entre Ríos, tenía en venta, sin embargo, el reglamento de la Asociación de Clubes de Básquetbol prohibía la compra de plazas de equipos no pertenecientes a su estructura, por lo que se propuso una alianza entre el Club Estudiantes de Formosa, que en aquel entonces militaba en la Primera Nacional B, tercera categoría del básquet profesional.
El nombre "La Unión" fue elegido para representar a todos los clubes formoseños de este deporte y no solamente a Estudiantes. Se utilizó el mismo criterio al elegir los colores, representativos en la bandera de la Provincia de Formosa.

### Nacimiento del vóley
El proyecto nació como un equipo de básquetbol, pero luego se sumó a la competencia de voleibol. Para el 2005 comenzó en la Liga A2 y rápidamente ascendió a la Liga A1. En la final de la Liga A2 2005-06 venció a Ferro Carril Oeste en cinco juegos. En esa primera temporada llegó a los cuartos de final, logrando así mantener la categoría. Cayó ante Gigantes del Sur en cuatro juegos.
En su segunda temporada, la 2007-08 llegó a semifinales, donde fue eliminado por Bolívar. En la 2008-09 el equipo contó con la presencia estelar de Marcos Milinkovic y Jorge Elgueta. Con ellos en el equipo, llegó a la final de la liga, donde se enfrentó a Bolívar, equipo que le ganó en cinco juegos. 
En la 2010/11 llegó nuevamente a semifinales, tras vencer 3 a 0 a Boca, cayó ante UPCN en cinco juegos. En el 2011 el equipo logró consagrarse por primera vez en el vóley. Venció 3 a 1 a Bolívar y así obtuvo la Copa ACLAV, disputada en el Estadio Osvaldo Casanova, en Bahía Blanca.
En la 2011-12 terminó segundo en la fase regular, y en cuartos de final venció a Sarmiento de Resistencia, sin embargo, en semifinales cayó nuevamente ante UPCN. En la siguiente cayó nuevamente ante UPCN, pero esta vez en cuartos de final.
En su octava liga consecutiva, el equipo quedó cuarto en la fase regular, accediendo a los cuartos de final, sin embargo hasta allí llegó ya que Boca lo eliminó en tres juegos. En la temporada 2014-15 termina con 4 victorias y 14 derrotas, accediendo como último a los play-offs y dos puntos por encima del noveno. El equipo quedó emparejado con UPCN San Juan que lo elimina en tres partidos.
Tras la temporada 2015-16, donde terminó quinto y eliminado en la primera ronda de play-offs, la institución deja la máxima categoría.

## Instalaciones

### Estadio cincuentenario
El estadio, perteneciente a la Provincia, fue inaugurado en el 2007 con capacidad para 4500 personas y expansible a 6000.

## Datos de la institución
- Temporadas en Liga A1: 9 (2006-07 a 2015-16)
  - Mejor puesto en la liga: 2.°
- Temporadas en Liga A2: 1 (2005-06)
  - Mejor puesto en la liga: 1.° (2005-06)

## Palmarés
Campeón de la Copa ACLAV 2011.